# Twitterwall

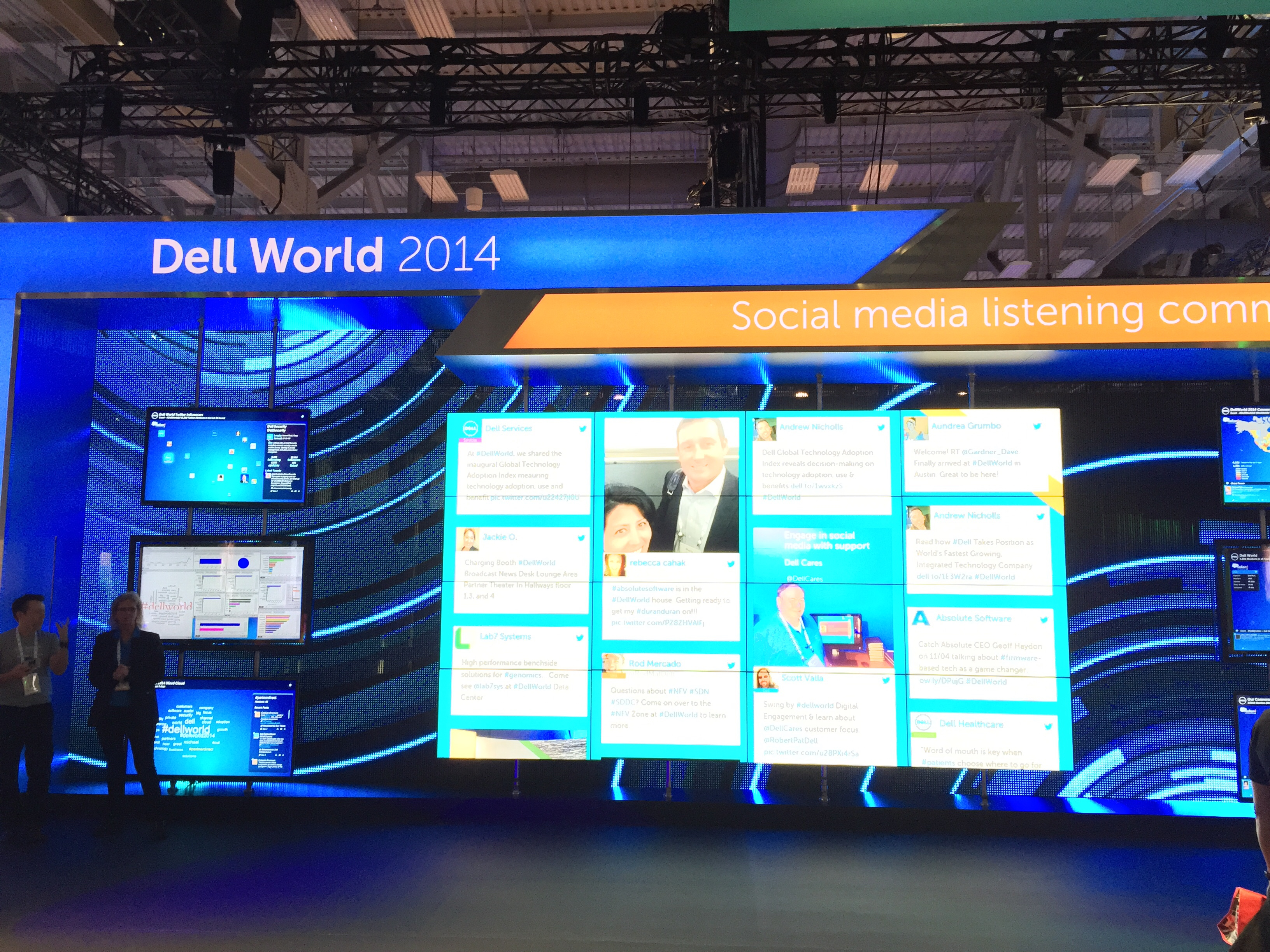
Twitterwall, 2014

Der bzw. die so genannte Twitterwall (engl., dt. sinngemäß Schwarzes Brett bei Twitter) ist ein Monitor bzw. eine Projektion mit Kurznachrichten der Mikroblogging-Anwendung Twitter, die bei Veranstaltungen eingesetzt wird: Sie bildet eine synchrone „Wand“ der von den Teilnehmenden geschriebenen Tweets zu einem vorher bestimmten einheitlichen Hashtag (engl., hash bezeichnet das als Markierung entsprechender Stichwörter verwendete Rautezeichen #; to tag, Verb, engl., dt. bezeichnen).
Die Twitterwall wird parallel zu einer laufenden Veranstaltung wie zum Beispiel einer Diskussionsrunde für alle Teilnehmer sichtbar eingeblendet. So kann über die Twitterwall eine Verständnisfrage gestellt werden, auf die andere Teilnehmer eingehen können. Es können auch Quellenangaben hinterlegt werden. Bei Veranstaltungen mit verschiedenen Workshops bzw. Arbeitsgruppen können die Themen oder Ergebnisse aus parallel laufenden Workshops getwittert und damit eingebracht werden.
Mit der Twitterwall ist die Partizipation nicht nur auf die anwesenden Besucher einer Veranstaltung beschränkt, es können Teilnehmer aus dem gesamten Internet mit diskutieren. Typisch für die Twitterwall ist, dass sowohl ortsanwesende als auch virtuell zugeschaltete Teilnehmer die Tweets lesen und beantworten können.
Bei einer moderierten Twitterwall werden redaktionell ausgewählte Tweets direkt in die Diskussionsrunde getragen.
Die Twitterwall kann im Positiven eine niedrigschwellige Möglichkeit zur schnellen Rückmeldung von mobilen Geräten aus sein, im Negativen kann eine Twitterwall durch unpassende Kurznachrichten eine Veranstaltung stören.
Nach der ersten Euphorie von Twitterwalls an Veranstaltungen wird deshalb teilweise die Twitterwall erst nach der eigentlichen Diskussionsrunde eingeblendet, so dass die Diskussionsteilnehmer auf der Bühne gezielt zu ausgewählten Tweets Stellung nehmen können.